# Codex pictoricus Mexicanus
Codex pictoricus Mexicanus je rukopis, který je v současnosti ve vlastnictví Národní knihovny České republiky. Obsahuje 47 temperových barevných kreseb. Jejich autorem je jezuitský misionář Ignác Tirsch, shrnul do nich své zkušenosti z misie v Americe. Kresby ovšem vytvořil až po návratu do Čech, tedy po roce 1769. Tirsch ke kresbám rovněž připojil poznámky v němčině a španělštině. Kresby jsou cenným svědectvím o životě domorodých obyvatel Mexika a Kalifornie v polovině 18. století.